# Centrale hydroélectrique de Sassenage

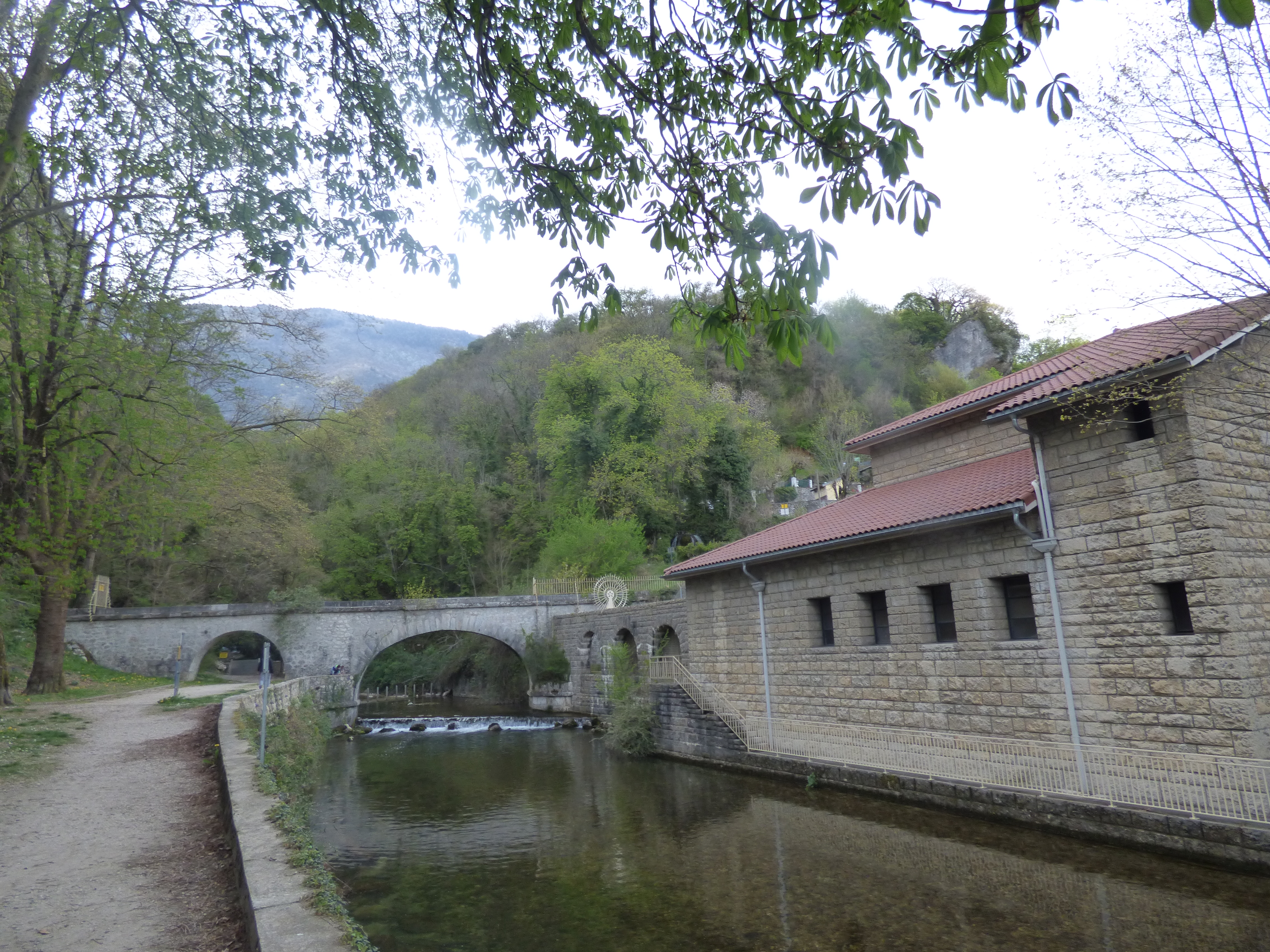

La centrale hydroélectrique de Sassenage est une centrale hydroélectrique située à Sassenage, dans l'ouest de l'agglomération grenobloise, en contrebas des Cuves (grottes).
Elle est alimentée en eau via une conduite forcée par le barrage d'Engins,,, dans le Vercors, sur le Furon, et restitue son eau dans cette même rivière, un affluent de l'Isère.

## Caractéristiques
La centrale, exploitée par Électricité de France, date de 1956, ses murs sont couverts de parements en pierre calcaire du Vercors. Elle remplace des installations antérieures. Elle est équipée d'une unique turbine Pelton à axe horizontal.
En 1988, cette centrale avait les caractéristiques suivantes : 622,2 m de hauteur de chute; 2,1 m3/s de débit maximal turbinable; 12 kVA de puissance électrique installée ; 10,6 MW de puissance maximale nette; 32,5 GWh production annuelle.
En 2018, cette centrale avait une production annuelle de électricité de 32,6 GWh; 
en 2022, de 19,7 GWh;
en 2023, de 15,24 GWh.